# Kevin Santamaría
Kevin Oswaldo Santamaria Guzmán (Santa Tecla, 11 gennaio 1991) è un calciatore salvadoregno, difensore del Chavelines Juniors.

## Carriera

### Club
Ha giocato nel campionato salvadoregno e guatemalteca.

### Nazionale
Ha debuttato in Nazionale nel 2013.